# Pagrus
Pagrus là một chi cá trong Họ Cá tráp (Sparidae). Chi này gồm có các loài sau:

## Các loài
- Pagrus africanus, Southern common seabream (Akazaki, 1962)
- Pagrus auratus, Silver seabream hoặc Australasian snapper (Forster, 1801)
- Pagrus auriga, Redbanded seabream (Valenciennes, 1843)
- Pagrus caeruleostictus, Bluespotted seabream (Valenciennes, 1830)
- Pagrus major, Red seabream (Temminck & Schlegel, 1843)
- Pagrus pagrus, Common seabream, hoặc Red porgy (Linnaeus, 1758)